# أم العمد (حماة)
أم العمد قرية سورية تتبع ناحية مركز حماة في منطقة مركز حماة في محافظة حماة. بلغ عدد سكانها 202 نسمة في عام 2004 حسب إحصاء المكتب المركزي للإحصاء.